# Baengmanjangja-wa gyeolhonhagi
Baengmanjangja-wa gyeolhonhagi (백만장자와 결혼하기?), noto anche con il titolo internazionale Marrying a Millionaire, è un drama coreano del 2005.

## Trama
Un gruppo di produttori coreani decide di creare un programma ispirato al reality americano Joe Millionaire: una persona comune che tuttavia sembri benestante viene ingaggiata per interpretare il ruolo del ricco, e dovrà poi progressivamente scegliere tra otto donne. Al programma partecipano, controvoglia, sia Kim Young-hoon che Han Eun-young: se il primo ha avuto una vita estremamente dura, la seconda – chiamata tra le otto ragazze – conosce tutta la storia del ragazzo e anche il fatto che lui non è davvero ricco, perché è stato il suo primo amore.